# 농도 (도로)

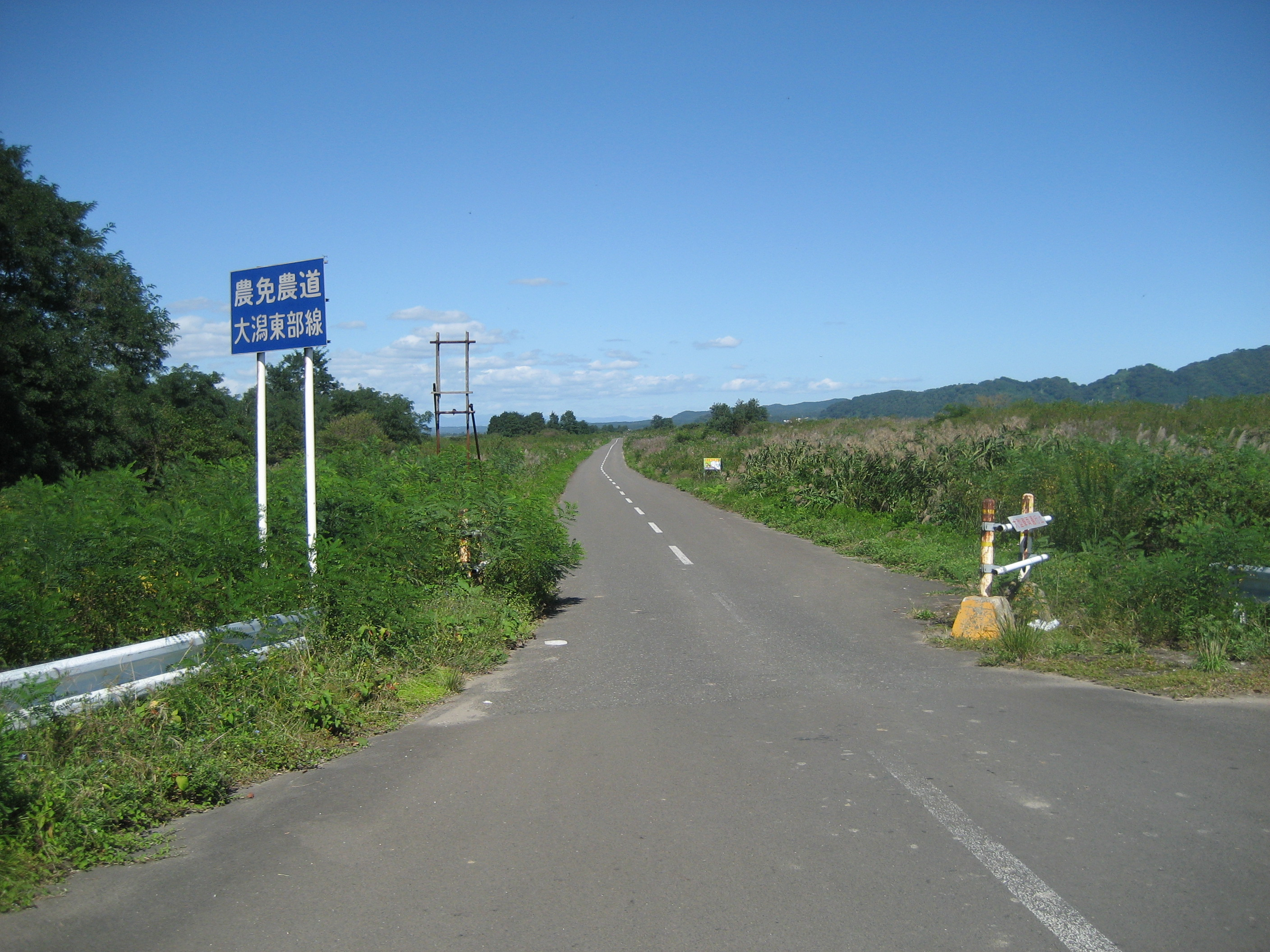
아키타현 오가타촌에 있는 농면농도 오가타 동부선. 그러나 이 도로가 농업용 성격이 짙어 도로 관리가 제대로 이루지 못하는 특이 사항을 두고 있다.

농도(農道)는 주로 농업 목적으로 사용되며 지역적 중요성을 갖는 도로 입니다.

## 일본의 농도
농도(農道 노우도우[*])는 일본의 농촌 지역에서 농업용을 목적으로 제공하기 위해 설치된 도로의 총칭이다. 일반적으로 볼 때 토지개정법 제2조에 근거하여 농업용 도로(農業用道路)라고 지칭하게 된다. 그러나 농로는 도로법에 근거하여 있는 도로 구분이 거의 없다. 그래서 소관 주무부처는 국토교통성이 아닌 농업 성향이 짙은 도로라, 농림수산성에서 주로 관할하게 된다. 그리고 일부 농도들은 시정촌도나 주요 지방도, 도도부현도 등으로 인정받은 경우가 있어, 농로가 아닌 일반적인 도로도 더러 있다.